# المشربية (مسلسل)
المشربية : مسلسل مصري، أُنتج عام 1979، وهو من مؤلفات أسامة أنور عكاشة، وإخراج "فخر الدين صلاح". ومن بطولة: شكري سرحان، نسرين، محمود الحديني، عبد الرحمن أبو زهرة، وسميحة أيوب وصبري عبد المنعم وإبراهيم الشامي.
- صفحة العمل علي موقع قاعدة بيانات السينما العربية